# ماریا کونوپنیکا
ماریا کونوپنیکا (به لهستانی: Maria Konopnicka née Wasiłowska) بانوی شاعر و داستان‌نویس لهستانی به سال ۱۸۴۲ چشم به جهان گشود و در سال ۱۹۱۰ درگذشت.

## کتابشناسی

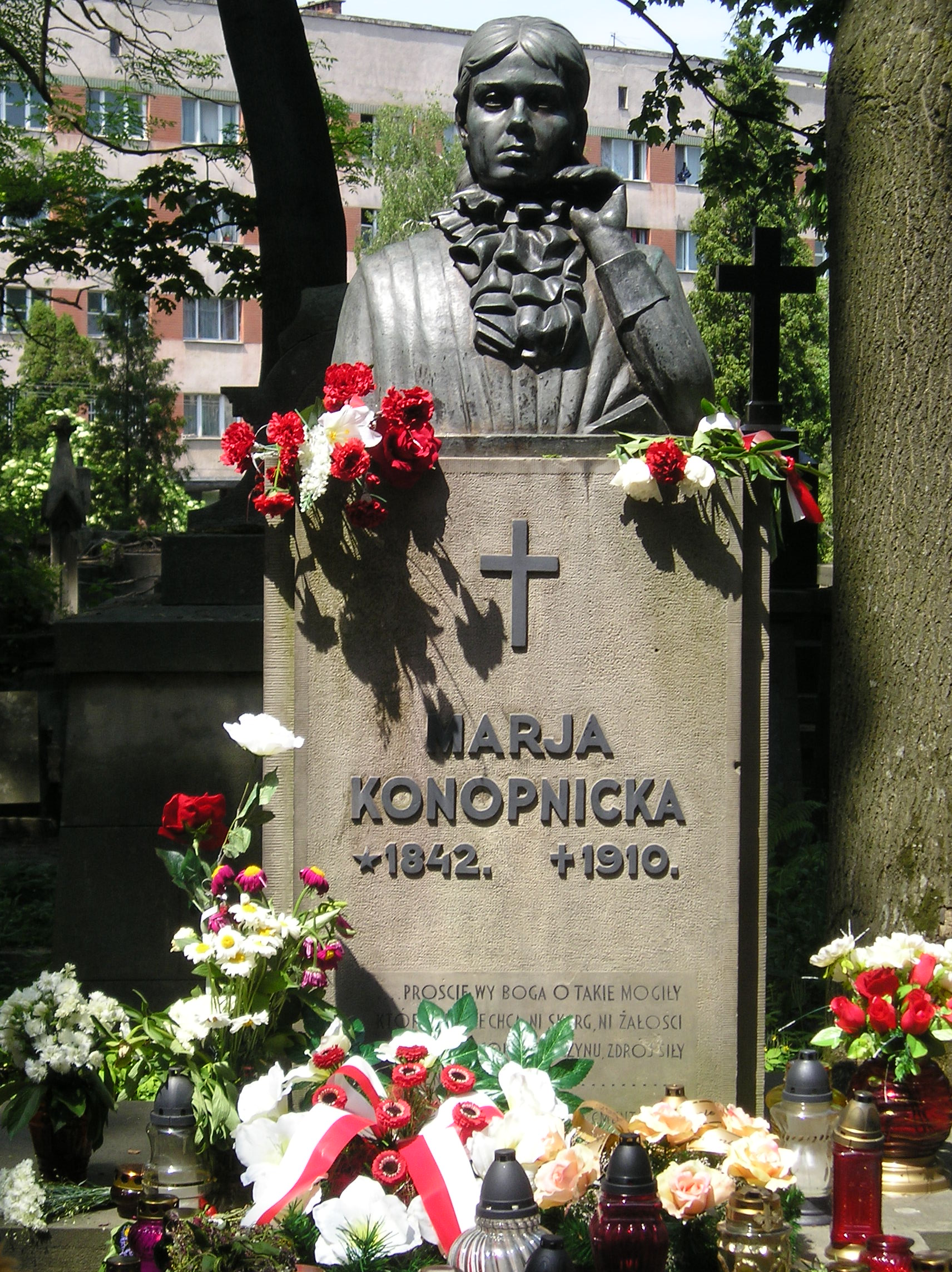

برخی از آثارش عبارتنداز
- خیال ها
- آقای بالسر در برزیل